# Берлевец
Берлевец — деревня в Ду́бровском районе Брянской области, в составе Алешинского сельского поселения. Расположена в 2 км к юго-востоку от деревни Герасимовка. Постоянное население с 2006 года отсутствует.
Упоминается с XVIII века как слобода (другое название — Хуторовка), бывшее владение Роговцовых, позднее Катарской, Лукашовой, Краинских и др. Входила в приход села Нижеровки (с 1856). В 1889 году была открыта земская школа. С 1861 по 1924 в Алешинской волости Брянского (с 1921 — Бежицкого) уезда; позднее в Дубровской волости, Дубровском районе (с 1929). До 1969 года входила в Заустьенский сельсовет; в 1969—1992 — в Серпеевский.